# Dragonkeeper
Dragonkeeper (también conocida como Guardiana de dragones o Dragonkeeper (Guardiana de dragones) en España) es una película animada chino-española de aventuras y fantasía dirigida por Salvador Simó y Li Jianping, escrita por Carole Wilkinson, Pablo Castrillo, Ignacio Ferreras, Rosanna Ceccini y Wang Xianping, basada en la novela homónima de Wilkinson. Se estrenó en cines españoles el 19 de abril de 2024, de la mano de A Contracorriente Films.

## Trama
En el antiguo imperio chino, durante la dinastía Han, los dragones, antaño amigos y sabios aliados de los hombres, llevan años perseguidos y enjaulados. En una lejana fortaleza, una joven ayuda al último dragón vivo a escapar de su cautiverio y se une a él en una trepidante aventura a la fuga de los ejércitos del Emperador para recuperar su tesoro más preciado: el último huevo de dragón, robado por un malvado hechicero que desea el poder que en él reside para alcanzar la inmortalidad.

## Producción
El 20 de abril de 2017, la revista estadounidense Variety anunció en exclusiva que las productoras Dragoia Media y Atresmedia Cine, la distribuidora china China Film Group, y la plataforma de streaming española Movistar+ estaban desarrollando la película de animación Dragonkeeper, coproducida entre España y China. Está basada en la primera entrega de la saga de novelas homónima de Carole Wilkinson, quien también coescribió el guion de la adaptación cinematográfica junto a Pablo Castrillo, Ignacio Ferreras, Rosanna Ceccini y Wang Xianping. La fase de desarrollo visual del proyecto comenzó en el estudio español The SPA Studios, liderado por Sergio Pablos, para después ser completado en Base FX en China. En un principio, se dijo que la película sería animada entre Ilion Animation Studios y China Film Animation.
Cuando se anunció por primera vez, se dijo que Ignacio Ferreras iba a dirigir la película junto al chino Zhang Bo; sin embargo, en 2018 Bo fue reemplazado por Li Jianping, y en 2019 Ferreras fue reemplazado por Salvador Simó. En 2020, Abraham López Guerrero fue anunciado como el director de animación de la película.
El presupuesto total de la película oscila en los 24 millones de euros. El presupuesto de la cinta incluye 1,2 millones de euros procedentes de las ayudas generales del ICAA en España, obtenidos en 2020.

## Lanzamiento y marketing
La primera fecha en España de Dragonkeeper anunciada por su distribuidora, A Contracorriente Films, fue el 25 de agosto de 2023. En marzo de 2023, fue retrasada hasta el 22 de septiembre de 2023. En septiembre de 2023, volvió a ser retrasada por segunda vez hasta el 19 de abril de 2024.

## Recepción

### Taquilla
En su primera semana, Dragonkeeper se estrenó en 330 cines, coincidiendo principalmente con los estrenos de Civil War, Abigail y Spy x Family Código: Blanco, entre otras cintas.

### Crítica
Dragonkeeper ha recibido críticas mixtas por parte de los críticos. Pablo Úrbez de FilaSiete le dio a la película tres estrellas de cinco, diciendo que el largometraje «está imbuido del espíritu de las aventuras cinematográficas clásicas [...] a su vez, no es difícil encontrar referencias más o menos implícitas en el desarrollo de la historia», además de destacar el personaje de Ping, la «encomiable» banda sonora de Arturo Cardelús y la «cuidada» ambientación histórica de la película, aunque lamentó que «en ocasiones se extienden demasiado las escenas de diálogo, ralentizando el ritmo y restando acción a la aventura». Juan Luis Sánchez de deCine21.com le dio a la película un 6 de 10, escribiendo que el presupuesto holgado de la película «se nota en la calidad de la animación digital, muy brillante, y con el encanto de los productos artesanales» y de la historia dijo que estaba «en la línea de Raya y el último dragón, aunque sin la originalidad de la ópera prima del realizador [Salvador Simó]», además de destacar el esfuerzo de Cardelús con la música, aunque criticó que la banda sonora «a ratos resulta un tanto repetitiva» y añadió que «algunos personajes podrían tener algún matiz que les diera personalidad propia», concluyendo que «se trata de un producto amable y ameno con personajes expresivos». Pablo José Martínez de Historia del Cine también le dio a la película tres estrellas de cinco, escribiendo que aunque la película «está bien hecha», el hecho de que haya sido la película de apertura del Festival de Málaga «es casi de risa», debido a un guion «pobre, con malos muy malos y buenos muy buenos» y a una historia «directa sin subtramas que contiene puntos del camino de héroe», además de criticar el ritmo de la película diciendo que «acelera demasiado en su viaje por intentar llegar cuanto antes al final», concluyendo que «si tu objetivo es tener un buen rato en familia, es una opción interesante, pero si buscas algo más allá del puro entretenimiento, acabarás decepcionado». Iñigo Chamorro de Contraste también le dio a la cinta tres estrellas de cinco, diciendo que los dos directores, Simó y Li Jianping, «realizan un buen trabajo con un fin: entretener a los más pequeños» y describió la historia como «simpática y con buenas intenciones» y los efectos especiales como «muy bien hechos».
Algunos críticos fueron incluso más negativos. Javier Ocaña de Cinemanía le dio a la película dos estrellas y media de cinco, escribiendo que la película «sale solo relativamente viva» de su galimatías de producción ambiciosa, debido al «encanto de la niña protagonista y la excelente labor de su actriz de doblaje», además de describirla como «llamativa en el dibujo de los grandes escenarios», aunque también citó «graves problemas con los fondos de algunos espacios naturales», su «discreta» visualización de acción, y su historia «un tanto farragosa». Ana Laura Palacios de Él Último dijo que en la historia se encuentran «todos los clichés de una película de aventuras infantil» y que «no incluye ningún trasfondo a la narrativa, ni por qué la protagonista es la elegida ni alguna doble moral», además de notar «fallos importantes» en la animación, concluyendo que «aunque la animación española está en su mejor momento, concretamente esta película no puede ser incluida en el selecto grupo». Miguel Robles de La Opinión de Málaga dijo que una película como Dragonkeeper «se ha hecho demasiadas veces» y que el guion está construido «de manera molestamente unidimensional [...] a base de los estereotipos más anodinos e infantiles», aunque elogió la música como «soberbia» y describió la animación como «llena de un cromatismo poderoso que consigue por ratos desviarnos de volver a mirar el reloj» y que «denota una labor artesana igualmente llena de corazón», a pesar de añadir que «solo termina reforzando la misma moraleja [...] y deja a la intuición subtextos más complejos», concluyendo que, siendo adulto, envidia «esa magia de la niñez de ver la misma historia como si fuera la primera vez». Mario Hernández de mundoCine le dio a la película dos estrellas de cinco, diciendo del guion que está «plagado de conveniencias de guión [...], personajes estereotipados, y dinámicas entre los protagonistas que no se explotan lo suficiente como para que tengan un impacto en el desarrollo de los mismos» y que «resulta en una amalgama de situaciones y escenarios por los que pasa el personaje de Ping, a los que no se les dedica el tiempo suficiente» y de la animación que «como si de una película animada pendiente de ser renderizada se tratase, los movimientos y expresiones faciales inertes de los personajes fallan a la hora de trasmitir esa verdad que necesita la pobre historia» y que está centrada en muchos momentos en mostrarnos amplios planos de una China milenaria que se siente del todo vacía», concluyendo que la cinta «supone unos inestables cimientos de la que promete ser una trilogía sobre la historia de Ping».
Algunos críticos, sin embargo, fueron genuinamente positivos. Jaume Figa Vello de Aceprensa le dio a la película un 7 de 10, diciendo que su presupuesto abultado «se nota en la calidad de la animación» y describiendo su guion como «bastante sólido, a pesar de algunos flecos [...] es simpática, divertida y con buen ritmo», aunque criticó la banda sonora como «algo repetitiva y poco acompasada con las escenas más épicas del filme». Gabriela Boo de Butaca y Butacón le dio a la película cuatro estrellas de cinco, describiendo la animación como «maravillosa» y la historia como «el ya conocido viaje del héroe, una historia que funciona», además de añadir que la cultura china está «perfectamente retratada», aunque lamentó que la construcción de personajes «se va por los estereotipos marcados, ya sea porque es una historia para niños o porque están en función de un argumento muy claro». Furanu de Moviementarios dijo que la cinta «arranca como muchas veces lo hacen las películas de Disney, llenando de pena nuestros corazones y con criaturas pasándolo mal» y que «no le falta sentido de la aventura [...] no anda falta de ritmo y calidad gráfica», además de elogiar de decisión de poner a Bill Nighy y su actor de doblaje habitual, Mario Gas, como las voces del dragón en sus respectivos doblajes diciendo que «dotan al personaje de una profundidad, dramatismo y emotividad que calan», aunque reprochó que «quizá ande floja en su comedia y acción».

### Controversia
En marzo de 2024, un grupo de más de 60 empleados que trabajaron en Dragonkeeper en Ilion Animation Studios (ahora Skydance Animation Madrid) entre marzo de 2019 y julio de 2020 denunció que habían sido eliminados de los créditos finales de la película, debido a una disputa empresarial entre la productora de la película, Dragoia Media (también conocida como Guardián de Dragones AIE), y los antiguos propietarios del estudio. Los trabajadores afectados dijeron que sus roles en la producción incluían supervisión de VFX, edición, modelado de sets y props proxy, modelado de personajes, rig, setup, layout, animación, efectos de personajes, producción e I+D, y que su trabajo equivalió al 60-70 % del layout de la película, así como la totalidad del modelado y rig de la mayoría de los personajes, incluidos los personajes de Ping y Huahua. El 19 de abril de 2024, se desveló que el 15 de febrero de ese año los trabajadores afectados enviaron a Guardián de Dragones AIE un burofax para obtener los créditos correspondientes, al cual los productores Larry Levene y Pedro Pérez respondieron diciendo que Ilion nunca les entregó la lista de las personas que participaron en el proyecto bajo su empleo y que ninguno de los firmantes del burofax tenía relación laboral o profesional con las productoras de la película; mientras que Ignacio Pérez Dolset, fundador y antiguo propietario de Ilion, aseguró que la empresa entregó toda la información sobre sus trabajadores involucrados en el proyecto y sus roles a Guardián de Dragones AIE y que, en caso de no tenerla, no se dirigió al estudio para solicitarla, y que los jefes de la empresa desconocen cualquier detalle de la producción después de la ida de Ilion del mismo. Los trabajadores del equipo de Dragonkeeper posterior al de Ilion y que sí salen en los créditos también manifestaron su apoyo a los trabajadores no acreditados, ya que ellos tampoco están conformes con recibir créditos por tareas que no realizaron.

## Premios y nominaciones
80.ª edición de las Medallas del Círculo de Escritores Cinematográficos
| Categoría                       | Resultado |
| ------------------------------- | --------- |
| Mejor largometraje de animación | Nominado  |